# Bemposta (Abrantes)
Bemposta is een plaats (freguesia) in de Portugese gemeente Abrantes en telt 2 252 inwoners (2001).